# 永倉大輔
永倉 大輔（ながくら だいすけ、1963年8月19日 - ）は、日本の俳優。東京都出身。所属事務所はリガメント。

## 来歴・人物
1988年公開の『極道渡世の素敵な面々』（和泉聖治監督）にて映画初出演。2001年に永倉大輔に改名。やくざ映画では主役に絡む重要な役が多かったが、近年は映画・舞台にクセのある名バイプレーヤーとして地道な演劇活動をしている。

## 出演

### 映画
- 極東黒社会（東映）- 水島健吾
- 三たびの海峡（神山征二郎監督）- 林守元（イム・スウォン）
- 風のダドゥ（中田新一監督）
- バルトの楽園（出目昌伸監督）
- 力道山（ソン・ヘソン監督）
- 男たちの大和/YAMATO（佐藤純彌監督）
- TheEARS（中村拓監督）
- だいちゃん（水上竜士監督・「893239（ヤクザ23区）」の中の一篇）
- D（1999年東京ファンタスティック映画祭出品作品・主演）
- 首都高速トライアル 2、3(1990年、1991年 （株）にっかつ)
- 陽はまた昇る（2002年） - 日本ビクター横浜工場ビデオ事業部ビデオ開発課 小島孝志
- すてごろ 梶原三兄弟激動昭和史（2003年）
- 大怪獣バトル ウルトラ銀河伝説 THE MOVIE（2009年、坂本浩一監督） - 変身怪人ゼットン星人（声）
- 静かなるドン 新章（2009年） - 新鮮組貸元頭 鳴戸竜次
- 星守る犬　(2011年)　- 警官
- マッドドッグ（2011年10月） - マサ（火葬場職員）
- 海猫（2004年）
- はやぶさ 遥かなる帰還（2012年、瀧本智行監督）
- HOME 愛しの座敷わらし（2012年、東映）
- ガチバン シリーズ（2012年） - オラオラモデル事務所「アーヴァンチャンピオン」社長
  - ガチバン WORST MAX（2012年9月1日）
  - ガチバン TRIBAL（2012年9月29日）
- 探偵はBARにいる2 ススキノ大交差点（2013年5月、橋本一監督） - 橡脇の秘書
- CONFLICT 〜最大の抗争〜（2016年） - 大東亜団 柴崎清志（元・五代目天道会柴崎組組長）
- デリバリー（2018年） - 榎本彰一（早希の父）
- 信虎（2021年11月） - 馬場信春
- 西成ゴローの四億円（2021年11月9日、上西雄大監督） - 水谷良夫
  - 西成ゴローの四億円 死闘篇（2022年公開）
- 北風アウトサイダー（2022年2月11日公開、監督：崔哲浩）
- BAD CITY（2023年）
- ランサム（2023年）
- SAVAGE 獲るのは誰だ？（2024年）
- ぴっぱらん!!（2024年） - 丹羽毅[1]

### テレビドラマ
- 火曜サスペンス劇場
  - どうぞ安らかに2（2002年） - 原刑事 役
- はみだし刑事情熱系 Season8（2004年） - 三上博之 役
- 怪談 牡丹灯籠 もっともっと愛されたかった。（2007年）
- 哀憑歌 〜CHI-MANAKO〜（2008年）
- イキガミ（2008年）
- BLOODY MONDAY（2008年）
- 相棒
  - Season8（2009年） - 村上真治 役
  - Season19（2021年） - 中西刑事 役
  - Season22（2024年） - 那須野副署長 役
- 警視庁鑑識課〜南原幹司の鑑定〜1（2011年3月28日） - 江藤刑事 役
- 金曜スーパープライム「1000年後に残したい…報道映像」（2011年12月23日）
- メルトダウン 〜福島第一原発 あのとき何が〜（NHK） - 福山哲郎 ※再現ドラマ
- 3.11 その日、石巻で何が起きたのか〜6枚の壁新聞（2012年3月6日、日本テレビ） - コンビニの店長
- 月曜ゴールデン「世田谷駐在刑事」（2012年6月、TBS） - 闇ブローカーの胴元
- 梅ちゃん先生（2012年） - 中島
- 遺留捜査第2シリーズ（2012年9月6日） - 野元
- 水曜ミステリー9
  - 「神楽坂署生活安全課5」（2008年） - 和泉誠一 役
  - 「刑事長」（2013年4月10日） - 尾口寿志 役
  - 「北海道警事件ファイル 警部補 五条聖子2」（2014年5月21日） - 山倉恭一 役
  - 「借王＜シャッキング＞〜華麗なる借金返済作戦〜」（2014年12月17日） - 能面
  - 「負け組法律事務所〜沈黙する証人〜」（2015年1月28日） - 島谷龍生 役
- 土曜ワイド劇場
  - 「ミステリー作家六波羅一輝の推理3」（2013年9月14日） - 宮城刑事 役
  - 「切り裂きジャックの告白 〜刑事 犬養隼人〜」（2015年4月18日）
- 仮面ティーチャー（2013年） - 獅子丸の里親
- 花咲舞が黙ってない 第9話（2014年6月11日） - 徳山
- マルホの女〜保険犯罪調査員〜 最終話（2014年6月13日） - 宮前進
- 牙狼-GARO- -魔戒ノ花- 第13話（2014年6月27日） - シズル
- 軍師官兵衛（2014年7月27日） - 溝尾庄兵衛
- スペシャリスト（2016年3月17日） - 宮前
- 勤番グルメ ブシメシ!（2017年） - 家老・栗山
- 山本周五郎時代劇 武士の魂（2017年） - 疋田兵庫助
- 深層捜査1（2017年）矢崎博史
- 大女優殺人事件（2018年） - 飯崎敏八（鑑識官）
- 風の市兵衛（2018年） - 中川昭常
- 日曜プライム
  - 「黒薔薇 刑事課強行犯係 神木恭子2」（2019年） - 舟橋雄二
- 同期のサクラ（2019年） - 専務
- BG〜身辺警護人〜 第二章（2020年、テレビ朝日） - 大木義典
- 逃亡者 (2020年のテレビドラマ)（2020年、テレビ朝日） - 村西和昭
- 特捜9 season4 第9話「空飛ぶ容疑者」（2021年6月2日、テレビ朝日） - 脇坂芳樹
- 緊急取調室 第8話「仲間たちの反乱」（2021年9月9日、テレビ朝日） - 警視庁組織犯罪対策部 刑事
- アバランチ 第4話（2021年11月8日、カンテレ・フジテレビ） - 上杉敬太
- ごほうびごはん 第9話（2021年11月28日、BSテレ東） - 洋食屋のシェフ
- 駐在刑事 Season3 第3話（2022年1月28日、テレビ東京） - 大浦秀人
- クロステイル 〜探偵教室〜 第7話（2022年5月21日、東海テレビ・フジテレビ） - 高濱勝広
- 罠の戦争（2023年） - 羊山署長
- ウルトラマンブレーザー 第18・19話（2023年11月18日・25日） - 西崎勉
- イグナイト -法の無法者- 第2話（2025年4月25日、TBS） - 西田智彦 役

### Vシネマ
- 女仕置人ゼブラ2
- 首都高速トライアル2・4
- ジゴロ・コップ 六本木・赤坂 美少年倶楽部
- 突風！ミニパト隊 / アイキャッチジャンクション
- 人間兇器／愛と怒りのリング
- 極道拳
- ボディガード牙
- 闘龍伝2
- 六本木ソルジャー
- 虜 TORIKO（1995年） - 警視庁池端警察署 刑事
- 修羅がゆく シリーズ
  - 修羅がゆく（1995年）- 本郷組組員 竜崎徹
  - 修羅がゆく 6 -13（1997年 - 2000年）- 本郷組幹部 戸沢健作
- 監禁逃亡 淫らな呪い（1997年） - 青木ジュンイチ（カメラマン）
- 監禁逃亡 性奴隷（1997年）- 三枝さえぐさ 彰（刑事）
- 新・ピィナッツ２（1998年）
- 新 男樹 2（1998年） - 大友龍次
- 修羅のみち 1 - 4・6 -11（2001年）- 黒田組幹部 西尾武士
- 修羅の蛮王（バンキング）（2001年）- 羽島郁夫
- 民事介入暴力 非合法領域（2004年） - 郷田組組員 ニシカワ
- 甲州プリズン -刑務所-（2005年）
- 誇り高き野望 2・3・5・6話（2005年 - 2006年、アネック）- 大門組若頭 南波剛介
- 新・日本の首領 8（2006年）- 錦糸会若頭 角田英一
- 首領の一族（2007年） - 青雲会若頭 三島哲夫
- 新宿暴力街 華火（2007年） - キモト（刑事）
- 極道な月 完結編（2007年） - いっちゃん
- 修羅の血涙（2007年） - 山岡連合会 桂組若頭 カワサキ
- 横浜暗黒街 華炎（2008年） - 河西組組員
- 関西極道 流血の抗争史 侠客の刃編（2008年） - 浜口組若頭 杉本勇造
- 白竜6 仁義の火群(ほむら)（2008年） - 福岡 二代目南洲組若頭補佐 赤石総互
- 稲穂の無頼（2009年）全2作 - 蒼龍組三峰一家総長 高見沢龍蔵
- 喧嘩高校軍団 特攻!國士義塾VS.朝高（2009年） - 刑事
- 大強盗 ギャングな奴ら（2010年）
- 新・修羅の軍団 2（2010年）
- 兄弟の墓場（2010年） - 山路組十和田一家天吉組若頭補佐 南部隆平
- 兄弟の墓場 完結編（2010年） - 山路組十和田一家若頭補佐 天吉組二代目総長 南部隆平
- ザ・ボディガード（2010年） - カザマ（警察官僚）
- 新・日本暴力地帯（2010年） - 矢野組若中 秋山鉄男
- 総長を護れ（2010年） - ヒットマン
- 裏盃の軍団　第三部（2010年） - 服部組烈志会跡目 新城常雄
- 実録・若頭（2010年） - 三代目山神組 藤井組代貸 村上聡
- 不動（2011年）全2作 - 関東木曜会岸田組若頭→関東木曜会岸田組幹部 竹村林一
- バウンティハンター（2011年） - 光村総合病院 産婦人科 医師 藤本
- 修羅を征く獅子1,2（2011年）全2作 - 関東采政会福井組若頭 近江俊和
- 極道の紋章 第十五章（2011年） - 天竜会会長 ヤマザキ
- 新・野望の軍団 第三部（2011年） - 大阪府警本部 部長刑事 荒巻慶三
- アンダーグラウンド（2011年）
- 外道坊2（2001年）‐ 城湾警察署 検視官
- 不良の神様 瑠璃の鳴く頃に（2012年） - 松沢盛太郎（石田一家菅井良太郎の舎弟）
- 抗争の黙示録（2012年）
- 中京統一戦線（2012年）
- 彷徨う侠たち（2012年） - 熊田
- ブラック・コネクション1（2012年） - 前園一家若頭 蒲生
- 凶という名の極道（2012年） - 本間組若頭 佐伯
- 阿修羅への道（2012年）
- 武闘派（2012年） - 鯨井組組員 ダイちゃん
- 修羅の掟（2012年） - 横浜 吉蝶会組員
- 首領の道 3・4・5（2012年） - 狩野組三田一家舎弟
- 赤と鉄 再生倶楽部(RE-BORN CLUB)（2013年）
- 修羅よ さらば（2013年） - 竜胆会幹部 吉岡伸二
- 虎狼の大義（2013年） - 翔仁会舎弟頭補佐 神田琢也
- 日本統一（2014年） - 極山会直参 植木組組長 植木尚人
  - 日本統一4（2014年） - 初代極山会幹部
  - 日本統一33・34・35（2019年） - 三代目侠和会幹部
- 最後の極道（2014年） - 高津組若頭 鳥海定男
- 新・年少バトルロワイヤル2,3（2014年） - 少年院（監獄島）オーナー 坂田
- 欲望の代償（2016年）全2作 - 関東侠仁会戸越組幹部 キョウモト
- 仁義のはらわた（2016年） - 関東睦会系組員（元・中根組組員）
- 若頭暗殺史 修羅の男たち（2016年） - 山東連合会本部長 太龍組組長 名倉圭一郎
- CONFLICT 〜最大の抗争〜（2016年）- 柴崎清志（元・天道会柴崎組組長）
- 虎狼の群れ（2017年）
- 極道天下布武1,4,5（2017年・2018年） - 近江 麻川組組長 麻川長政
- YOKOHAMA BLACK シリーズ（2017年） - 相模睦連合 佐久間組組長 佐久間博己
  - YOKOHAMA BLACK3,4（2017年） - 相模睦連合若頭補佐
  - YOKOHAMA BLACK5,6（2017年） - 相模睦連合若頭
- 極道黙示録 第二章（2018年）- 照一（吉崎の息子）
- CONFLICT 〜最大の抗争〜 外伝 織田征仁（2019年） - 天道会若頭補佐 柴崎組組長 柴崎清志
- GOKU・OH 極王（2019年 - 2020年）全6作 - 三代目阪田組川路組若頭 堺孝次
- 日本極道戦争 第四章（2019年） - 荒川一家豊秀組若頭補佐 隅下正雄
- 首領(ドン) 2（2020年） - 上総連合総長 宇山嘉邦（南房総業社長）
- 日本統一外伝 田村悠人（2021年）- 三代目侠和会幹部 東北ブロック 植木組組長 植木尚人
- 極道の紋章レジェンド16（2023年）
- CONNECT 覇者への道（2024年） - 横浜 東洋会舎弟頭 平部昭次

### 配信ドラマ
- CONNECT 覇者への道（2025年6月25日 - 、U-NEXT） - 横浜 東洋会舎弟頭 平部昭次[2]